# Stirling-szám
A matematikában a Stirling-számok számos területen fordulnak elő analízisbeli és kombinatorikai problémáknál. A James Stirling (1692–1770) skót matematikusról elnevezett Stirling-számoknak két fajtája különböztethető meg:
- Elsőfajú Stirling-számok
- Másodfajú Stirling-számok

## Jelölés
A Stirling-számokra többféle jelölés is használatos.
Az elsőfajú Stirling-számokat kis s, a másodfajú Stirling-számokat nagy S betű jelöli. Az elsőfajú Stirling-számok negatívak is lehetnek, a másodfajú Stirling-számok csak pozitív számok lehetnek.
Az általános jelölés:
{\displaystyle s(n,k)\,}
Elsőfajú Stirling-számokra:
{\displaystyle c(n,k)=\left[{n \atop k}\right]=|s(n,k)|\,}
Másodfajú Stirling-számokra:
{\displaystyle S(n,k)=\left\{{n \atop k}\right\}\,}
Milton Abramowitz és Irene Stegun nagybetűket és gót betűket használ, Jovan Karamata 1935-ben vezette be a szögletes és kapcsos zárójeles jelölést.

## Elsőfajú Stirling-számok
A következő képletben a Stirling-szám az együttható
{\displaystyle (x)_{n}=\sum _{k=0}^{n}s(n,k)x^{k}.}
ahol {\displaystyle (x)_{n}} (a Pochhammer-szimbólum) a csökkenő faktoriálist jelöli,
{\displaystyle (x)_{n}=x(x-1)(x-2)\cdots (x-n+1).}
Megjegyzés: (x)0 = 1, mert ez egy üres szorzat. A kombinatorikában gyakran használják az {\displaystyle x^{\underline {n}}} jelölést a csökkenő faktoriálisra és az {\displaystyle x^{\overline {n}}} jelölést a növekvő faktoriálisra.
Az {\displaystyle s(n,k)} elsőfajú Stirling-szám {\displaystyle c(n,k)} abszolút értéke n elem permutációinak számát adja k diszjunkt ciklus esetén.
Az alábbi táblázat az első néhány elsőfajú Stirling-számot mutatja:
{\displaystyle {\begin{array}{ccccccccccc}&&&&&~~1~~&&&&&\\&&&&-1&&~~1~~&&&&\\&&&2&&-3&&~~1~~&&&\\&&-6&&11&&-6&&~~1~~&&\\&24&&-50&&35&&-10&&~~1~~&\\-120&&274&&-225&&85&&-15&&~~1~~\\\end{array}}}
ahol:
{\displaystyle s(n,k)=s(n-1,k-1)-(n-1)s(n-1,k)}

## Másodfajú Stirling-számok
Definíció: Az {\displaystyle S(n,k)} másodfajú Stirling-szám egy n elemű halmaz k osztályú osztályozásainak a száma. Rögzített n mellett az összegük az n-edik Bell-szám: {\displaystyle B_{n}=\sum _{k=0}^{n}S(n,k).}
A másodfajú Stirling-számokra vonatkozó rekurzió:
{\displaystyle {\begin{Bmatrix}n+1\\k\end{Bmatrix}}=k{\begin{Bmatrix}n\\k\end{Bmatrix}}+{\begin{Bmatrix}n\\k-1\end{Bmatrix}}}
Bizonyítás: A definíció szerint ez az (n+1) elemű halmaz az összes k-részre való partícióinak (osztályfelbontásának) számát jelenti. Egy ilyen partíciónak a halmaz (n+1)-edik elemét tartalmazó blokkja (halmaza) vagy egyelemű, vagy egynél több elemű. Ha ez a blokk egyelemű, akkor összesen {\displaystyle {\begin{Bmatrix}n\\k-1\end{Bmatrix}}} ilyen eset van (a maradék n elemet a maradék (k-1) részhalmazra kell partícionálnunk, majd a partícióhoz hozzávesszük az (n+1)-edik elemet tartalmazó egyelemű halmazt). Ha a blokk egynél több elemű, akkor összesen  {\displaystyle k{\begin{Bmatrix}n\\k\end{Bmatrix}}} ilyen eset van (a maradék n elemet k részhalmazra kell partícionálnunk, majd az egyik részhalmazhoz hozzávesszük az (n+1)-edik elemet, ezt k féleképpen tehetjük meg).
Másodfajú Stirling-számok képlete:
{\displaystyle {\begin{Bmatrix}n\\k\end{Bmatrix}}={\frac {1}{k!}}\sum _{i=0}^{k}(-1)^{i}{\binom {k}{i}}(k-i)^{n}}
Bizonyítás: Legyen {\displaystyle A={\begin{Bmatrix}1,2,..,n\end{Bmatrix}}} , {\displaystyle B={\begin{Bmatrix}1,2,..,k\end{Bmatrix}}} és legyen {\displaystyle f:A\rightarrow B} egy szürjektív függvény, illetve {\displaystyle n\geq k}, ekkor {\displaystyle f^{-1}(1)\cup f^{-1}(2)\cup ...\cup f^{-1}(k)} az {\displaystyle A} halmaz egy k osztályú partíciója. Ha összesen {\displaystyle s_{n,k}} ilyen {\displaystyle f} függvény van, akkor {\displaystyle {\frac {1}{k!}}s_{n,k}} k osztályú partíciója van az {\displaystyle A} halmaznak, mivel {\displaystyle f^{-1}(1),f^{-1}(2),...,f^{-1}(k)} halmazokat permutálva a partíció ugyanaz marad, de {\displaystyle f} megváltozik. A szitaformula alapján megmutatható, hogy a szürjektív {\displaystyle f:A\rightarrow B}  függvények száma {\displaystyle {\displaystyle s_{n,k}}=\sum _{i=0}^{k}(-1)^{i}{\binom {k}{i}}(k-i)^{n}}.
A másodfajú Stirling-számok és a csökkenő faktoriális kapcsolata:
{\displaystyle x^{n}=\sum _{k=0}^{n}{\begin{Bmatrix}n\\k\end{Bmatrix}}(x)_{k}}
ahol {\displaystyle (x)_{k}} (Pochhammer-szimbólum) a csökkenő faktoriálist jelöli: {\displaystyle (x)_{k}=x(x-1)(x-2)\cdots (x-k+1).}
Bizonyítás: Legyen {\displaystyle A={\begin{Bmatrix}1,2,...,n\end{Bmatrix}}} és {\displaystyle B={\begin{Bmatrix}1,2,...,x\end{Bmatrix}}}, illetve {\displaystyle x\geq n}, ekkor összesen {\displaystyle x^{n}} darab {\displaystyle f:A\rightarrow B} függvény létezik. Legyen {\displaystyle f} képhalmaza {\displaystyle f(A)}, ekkor {\displaystyle f:A\rightarrow f(A)} függvény szürjektív. {\displaystyle f(A)} halmazra fennáll, hogy {\displaystyle 1\leq |f(A)|\leq n}. Ha {\displaystyle f(A)={\begin{Bmatrix}x_{1},x_{2},...,x_{k}\end{Bmatrix}}}, ahol {\displaystyle x_{1},x_{2},...,x_{k}\in B}, ( {\displaystyle x_{1}<x_{2}<...<x_{k}}), akkor {\displaystyle k!{\begin{Bmatrix}n\\k\end{Bmatrix}}} ilyen {\displaystyle f:A\rightarrow f(A)} függvény van, ezt a k elemet {\displaystyle B}-ből {\displaystyle {\binom {x}{k}}} féleképpen választhatjuk ki, vagyis összesen {\displaystyle {\begin{Bmatrix}n\\k\end{Bmatrix}}k!{\binom {x}{k}}={\begin{Bmatrix}n\\k\end{Bmatrix}}(x)_{k}} darab  {\displaystyle f:A\rightarrow f(A)} függvény van, melyre {\displaystyle |f(A)|=k}. Mivel {\displaystyle 1\leq |f(A)|\leq n}, ezért {\displaystyle \sum _{k=1}^{n}{\begin{Bmatrix}n\\k\end{Bmatrix}}(x)_{k}} darab {\displaystyle f:A\rightarrow B} függvény létezik. Az egyenlőség két oldalán n-edfokú polinom áll és a tételt minden {\displaystyle x\geq n} természetes számra bizonyítottuk, ezért a tétel minden valós x-re igaz.

## Lah-számok
Az {\displaystyle L(n,k)={n-1 \choose k-1}{\frac {n!}{k!}}} Lah-számokat néha harmadfajú Stirling-számnak is hívják.

## Fordítottsági kapcsolat
Az első- és másodfajú Stirling-számok tekinthetők úgy is, mint egymás inverzei:
{\displaystyle \sum _{j=0}^{n}s(n,j)S(j,k)=\delta _{nk}}
és
{\displaystyle \sum _{j=0}^{n}S(n,j)s(j,k)=\delta _{nk},}
ahol {\displaystyle \delta _{nk}} a Kronecker-delta-függvény.

## Szimmetrikusság
Abramowitz és Stegun megad egy szimmetrikus összefüggést az első- és másodfajú Strirling-számokra:
{\displaystyle s(n,k)=\sum _{j=0}^{n-k}(-1)^{j}{n-1+j \choose n-k+j}{2n-k \choose n-k-j}S(n-k+j,j)}
és
{\displaystyle S(n,k)=\sum _{j=0}^{n-k}(-1)^{j}{n-1+j \choose n-k+j}{2n-k \choose n-k-j}s(n-k+j,j).}